# 前科者 (漫画)
『前科者』（ぜんかもの）は、原作：香川まさひと、作画：月島冬二による日本の青年漫画、およびそれを原作とするメディアミックス作品。『ビッグコミックオリジナル』（小学館）にて2018年1号より2024年12号まで連載。2019年、第3回さいとう・たかを賞の最終候補作品に選ばれた。
保護司の女性が、罪を犯した「前科者」達の更生・社会復帰に向けて正面から彼らと向き合う姿を描く。
有村架純主演で2021年にテレビドラマ化され、2022年に映画化された。

## 登場人物
阿川 佳代（あがわ かよ）
保護司だが、奨学金で大学に通った事と会社員時代に患った病気が原因で借金を抱えており、保護司に加えてコンビニエンスストアと新聞配達の仕事も掛け持ちしている。料理が得意。
両親は佳代が15歳の頃に父の浮気が原因で離婚。母親は佳代が18歳の頃に他界している。現在は借家で一人暮らしをしている。
店長
佳代が勤務するコンビニエンスストアの店長。佳代が客にセクハラをされている現場を目撃しても何もせずにニヤニヤ笑ったり、保護司を民生委員と混同する他、佳代に残業をさせたりと無理解且つ非常識さが目立つ。
高松 直治
保護観察官。

### 前科者
石川二郎
元々は純朴な男性で地元で漁師をしていた。しかし恋人の愛子を兄の一郎に奪われた事を憎んで殺害。出所後は地元の釣堀に勤務し更生を目指していたが、知人男性の坂本による度重なる嫌がらせを受けた事から彼を刺傷させてしまう。
斉藤みどり
23歳。出所後はゴルフ場でキャディとして勤務。やや口が悪い所があるが、コミュニケーション能力は高く、佳代や職場の人達とも仲良くなる。幼少期は家庭環境に恵まれず暗い少女時代を過ごした。読書好きで、物知りな一面がある。
田村多実子
25歳。薬物での逮捕歴があり、裁判で執行猶予判決を受ける。判決後は大型スーパーにあるフードコートの清掃スタッフの職に就く。幼少期から母と義父(母の再婚相手)から虐待(義父からの性的虐待も含む)を受けて育ち、あまり学校にも通わせてもらえなかった事から世間知らずで、自己評価が低く、世渡りがうまく出来ず周囲に流されやすい所があったが佳代やみどり達との出会いにより少しずつ生きる喜びを持つようになる。
児珠よし
80歳。スーパーで食料品の万引きを繰り返し逮捕され、執行猶予判決を受ける。和裁の仕事をしていたためか常に和服を着こなしている。独身(結婚歴なし)だが、実はとある既婚男性と長年不倫関係にあったが男性が50歳の頃に亡くなって以降は一人暮らしをしていた。独身で国民年金で生活している事情から倹約のために万引きをしていた。また、もしも自身が亡くなった際のために葬儀代や自宅の清掃代として100万円を貯金していた。好物は刺身で、スーパーでの万引きでも刺身を盗んでいた。

### 佳代の関係者
佳代の父
若い頃から奔放な性格で、幼少期の佳代に春画の本を見せるほか、佳代の母と結婚していた当時から複数の女性たちと交際していた事から佳代の母とは離婚。離婚後も佳代とは定期的に会っている様子で、奔放ながらも娘思いな父親である事がうかがえる。父親(佳代の祖父)も保護司をしていた。
佳代の母
顔立ちは佳代と似ている。幼少期の佳代に春画の本を見せていた夫(佳代の父)に対して「佳代が変な女になったらどうするの」と注意するなど保守的な性格の女性。夫の女性問題が原因で佳代が15歳の頃に離婚。その後佳代が18歳の頃に病死。佳代によれば、離婚後も父親の悪口は一度も言った事がないという。

### 前科者の関係者
愛子
二郎の恋人。二郎の事件後は地元を離れてスナックを開業している。二郎が逮捕された後で妊娠に気付くが、お腹の子供が一郎の子か二郎の子はわからず出産する事を決意したが、誕生した子供は一郎との子供であった。出所後の二郎と再会した際に彼を冷たくあしらい突き放そうとするが、それは一郎にそっくりな子供がいる事がいる事から二郎の心情を思い遣っての行動であった。三日月が好きで、三日月をモチーフにしたアクセサリーや、スナックの看板にも三日月の絵がついている。
一郎
二郎の兄。漁師。弟の二郎とは容姿が似ていない。
坂本
二郎の漁師仲間。狡猾で意地が悪い性格で、出所後の二郎に付きまとい、仕事で朝が早い二郎に故意に深夜まで飲酒させて二日酔いで仕事の邪魔をするほか、二郎の保護司である佳代にも暴行を加えようとしていた。坂本の度重なる嫌がらせに怒った二郎により刺傷される。
丸雄
二郎の幼馴染で弟分的存在。ふくよかな体型で猫好き。基本的に二郎の味方で、二郎に対して嘘を吹き込む坂本には不信感を持っている。
希(のぞみ)
愛子の子供。顔立ちは一郎に似ている。

## 書誌情報
- 香川まさひと（原作）・月島冬二（作画）『前科者』小学館〈ビッグコミックス〉、全17巻
  1. 2018年8月30日発売[5][6]、ISBN 978-4-09-860060-1
  2. 2019年1月30日発売[7]、ISBN 978-4-09-860213-1
  3. 2019年5月30日発売[8]、ISBN 978-4-09-860292-6
  4. 2019年10月30日発売[9]、ISBN 978-4-09-860454-8
  5. 2020年5月29日発売[10]、ISBN 978-4-09-860628-3
  6. 2020年11月30日発売[11]、ISBN 978-4-09-860776-1
  7. 2021年5月28日発売[12]、ISBN 978-4-09-861056-3
  8. 2021年10月29日発売[13]、ISBN 978-4-09-861173-7
  9. 2022年1月28日発売[14]、ISBN 978-4-09-861242-0
  10. 2022年4月28日発売[15]、ISBN 978-4-09-861310-6
  11. 2022年8月30日発売[16]、ISBN 978-4-09-861404-2
  12. 2022年12月28日発売[17]、ISBN 978-4-09-861496-7
  13. 2023年4月28日発売[18]、ISBN 978-4-09-861702-9
  14. 2023年8月30日発売[19]、ISBN 978-4-09-862558-1
  15. 2023年12月27日発売[20]、ISBN 978-4-09-862630-4
  16. 2024年6月28日発売[21]、ISBN 978-4-09-862786-8
  17. 2024年7月30日発売[22]、ISBN 978-4-09-863011-0

## テレビドラマ
『前科者 -新米保護司・阿川佳代-』（ぜんかもの しんまいほごし あがわかよ）のタイトルで2021年11月20日から12月25日まで毎週土曜22時30分にWOWOWプライムで放送。主演は有村架純。全6話。WOWOWでの放送終了後にWOWOWオンデマンドとAmazon Prime Videoで見逃し配信。

### キャスト（テレビドラマ）

#### 主要人物
阿川佳代
演 - 有村架純（少女期：田畑志真）
保護司。

#### 前科者
斉藤みどり
演 - 石橋静河（幼少時：黒木咲奈）
1人目の対象者。アクセサリーショップの従業員に対する恐喝および傷害罪で懲役2年の刑を受ける。
石川二朗
演 - 大東駿介
2人目の対象者。実兄に対する殺人罪で懲役6年の刑を受けるが、刑期を半年残して仮釈放される。
田村多実子
演 - 古川琴音
3人目の対象者。覚醒剤取締法違反容疑で執行猶予の判決を受ける。

### 佳代の関係者
高松直治
演 - 北村有起哉
保護観察官。
松山友樹
演 - 宇野祥平
佳代がアルバイトをしているコンビニの店長。
阿川道之助
演 - 橋本さとし
佳代の父親。
佳代を助ける男（回想）
演 - 丸山智己
佳代を襲う男（回想）
演 - カトウシンスケ
コンビニの客
演 - 内藤トモヤ

### みどりの関係者
斉藤ユカリ
演 - 秋山菜津子　
福島シオン
演 - 鈴木卓爾
野村勝子
演 - 上原奈美
野村克幸
演 - 山崎画大
美容師・シホ
演 - 佐々木史帆
カズ
演 - 柄本時生
ユリ
演 - 清水葉月
マル
演 - 奥村佳代
ワコ
演 - 荒井愛花
ムツ子
演 - 外薗舞
ユカリの客
演 - 三溝浩二

#### おぎなかデイサービス
塩川正光
演 - 清水伸
マツコ
演 - 稲川実代子
ミツコ　
演 - 小林きな子

### 二朗の関係者
石川一朗　
演 - 大西信満
石川愛子　
演 - 徳永えり
今野あおい　
演 - 瀧七海（幼少期：共田すず）
今野かなみ　
演 - 秋月めい（3歳：松尾陽花）
今野聡美　
演 - 森レイ子
今野和也　
演 - 竹森千人

#### 矢島造園
矢島信男　
演 - おかやまはじめ
職人　
演 - THIS IS 岡下、石橋侑大

### 多実子の関係者
ヒデロー
演 - 中川晴樹
佐藤翔　
演 - 富田健太郎
半グレ男・藤原
演 - 火野蜂三
半グレ男の仲間
演 - 藤原シンユウ
レストラン店員　
演 - 北澤響
裁判長
演 - 信太昌之
弁護士
演 - 小田切大

### その他
女性保護司・渡辺　
演 - 高井純子
ミワ
演 - 祷キララ
女性刑事・松坂
演 - 長田奈麻
新たに佳代を訪ねる保護観察対象者
演 - 前原滉

### スタッフ（テレビドラマ）
- 原作：香川まさひと、月島冬二『前科者』（小学館「ビッグコミックオリジナル」連載）
- 監督・編集：岸善幸、岡下慶仁
- 脚本：港岳彦
- 音楽：岩代太郎
- 企画・プロデュース：加茂義隆
- プロデューサー：井口正俊、西村信次郎、杉田浩光、菅原康洋
- 共同プロデューサー：渡辺誠
- 制作プロダクション：日活、テレビマンユニオン
- 製作著作：「WOWOWオリジナルドラマ 前科者 -新米保護司・阿川佳代-」製作委員会

### 放送日程
| 各話   | 放送日   | サブタイトル | 監督     |
| ------ | -------- | ------------ | -------- |
| 第1話  | 11月20日 |              | 岸善幸   |
| 第2話  | 11月27日 |              | 岸善幸   |
| 第3話  | 12月04日 |              | 岡下慶仁 |
| 第4話  | 12月11日 |              | 岡下慶仁 |
| 第5話  | 12月18日 |              | 岡下慶仁 |
| 最終話 | 12月25日 |              | 岡下慶仁 |

## 映画
2022年1月28日公開。PG12指定。テレビドラマ版から数年後の物語を描く完全オリジナルストーリーとなり、監督と主演はテレビドラマ版から続投する。

### キャスト（映画）
阿川佳代
演 - 有村架純
保護司。
滝本真司
演 - 磯村勇斗
刑事であり、佳代の幼なじみ。
実
演 - 若葉竜也
工藤誠の前に姿を見せる謎の男。
鈴木充
演 - マキタスポーツ
滝本とタッグを組むベテラン刑事。
斉藤みどり
演 - 石橋静河
かつて佳代が担当した対象者。暴行と恐喝の罪で懲役2年の判決を受けた。
高松直治
演 - 北村有起哉
保護観察官。
松山友樹
演 - 宇野祥平
佳代がアルバイトをしているコンビニの店長。
遠山史雄
演 - リリー・フランキー
工藤誠の義父。
宮口エマ
演 - 木村多江
遠山担当の弁護士。佳代に助言を送る。
工藤誠
演 - 森田剛
対象者。職場でのいじめが原因で同僚を殺害した罪で服役した。　

### スタッフ（映画）
- 原作：香川まさひと、月島冬二『前科者』（小学館『ビッグコミックオリジナル』連載）
- 監督・脚本・編集：岸善幸
- 音楽：岩代太郎
- 製作：石垣裕之、鳥羽乾二郎、藤本鈴子、富田朋子、久保雅一、鈴木貴幸
- エグゼクティブプロデューサー：白戸洋行、福家康孝
- プロデューサー：加茂義隆、西村信次郎、杉田浩光、菅原康洋、渡辺誠
- 共同プロデューサー：岡本順哉、井口正俊
- ラインプロデューサー：塚村悦郎
- 撮影：夏海光造
- 照明：高坂俊秀
- DIT：鈴木裕
- 録音：森英司
- 音響効果：大塚智子
- キャスティング：おおずさわこ
- 美術：林チナ
- 衣装：宮本まさ江
- 衣装（現場）：村田野恵、加藤愛美
- 助監督：松尾崇
- 制作担当：宮森隆介
- ヘアメイク：楮山理恵
- ヘアメイクアドバイザー：小沼みどり
- 装飾：佐原敦史
- 宣伝プロデューサー：南野修一
- 小道具：守塚美穂
- 特殊メイク：百武朋
- アクションコーディネーター：小原剛
- ガンエフェクト：BIGSHOT（納富貴久男）
- 保護司監修：長谷川正光
- 警察監修：石坂隆昌
- 医療監修：中澤暁雄
- 協力：更生保護法人日本更生保護協会、法務省保護局
- 助成：文化庁文化芸術振興費補助金（映画創造活動支援事業）独立行政法人日本芸術文化振興会
- 配給：日活、WOWOW
- 制作プロダクション：日活、テレビマンユニオン
- 企画：WOWOW
- 製作幹事：WOWOW、日活
- 製作：映画「前科者」製作委員会（WOWOW、日活、バップ、テレビマンユニオン、小学館、Filmarks）